# Jack Standing
Jack Standing (Londra, 10 febbraio 1886 – Los Angeles, 25 ottobre 1917) è stato un attore britannico.
Appartenente a una famosa famiglia di attori inglesi, era figlio di Herbert Standing e fratello di Wyndham Standing (1880–1963) e di Sir Guy Standing (1873–1937).

## Biografia
Nato a Londra il 10 febbraio 1886, diventò attore seguendo la tradizione familiare. Dopo aver calcato le scene londinesi, lavorò a Broadway, recitando nella ripresa americana del 1905 di Florodora, una famosa commedia musicale edoardiana di fine secolo. Negli anni dieci, Sanding passò a lavorare anche per il cinema, diventando uno dei nomi di punta della Lubin Manufacturing Company. In seguito, fu messo sotto contratto dalla Fox.
La sua carriera venne bruscamente interrotta quando Standing si ammalò gravemente. Una polmonite lo portò via alla giovane età di 31 anni. Morì a Los Angeles il 25 ottobre 1917.

## Filmografia
- A Good Turn, regia di Harry Solter (1911)
- Rescued in Time (1911)
- The Snare of Society, regia di Harry Solter (1911)
- Good for Evil (1911)
- An Accidental Outlaw (1911)
- An Easterner's Sacrifice (1911)
- Al Martin's Game (1911)
- A Cowboy's Love (1911)
- His Exoneration (1911)
- The Gambler's Influence (1911)
- Git a Hoss! (1911)
- Love's Victory, regia di Romaine Fielding (1911)
- The Mexican (1911)
- A Romance of the 60's (1911)
- The Ranchman's Daughter, regia di Romaine Fielding (1911)
- Western Chivalry, regia di Romaine Fielding (1911)
- There's Many a Slip (1912)
- For His Child's Sake, regia di Lloyd B. Carleton (1913)
- Diamond Cut Diamond, regia di Lloyd B. Carleton (1913)
- The Veil of Sleep, regia di Lloyd B. Carleton (1913)
- Longing for a Mother, regia di Lloyd B. Carleton (1913)
- A Father's Love
- The Other Woman (1913)
- The Wiles of Cupid, regia di Lloyd B. Carleton (1913)
- The Exile (1913)
- The Depth of Hate, regia di Fred E. Wright (1913)
- The Millionaire's Ward (1913)
- Kenton's Heir (1913)
- The Resurrection (1914)
- The Winning Hand (1914)
- The Wasted Years (1914)
- The Perils of Pauline, regia di Louis J. Gasnier, Donald MacKenzie (1914)
- Detective Craig's Coup, regia di Donald MacKenzie (1914)
- All Love Excelling, regia di Donald MacKenzie (1914)
- The Price He Paid, regia di Lawrence B. McGill (1914)
- In Her Mother's Footsteps, regia di Joseph W. Smiley (1915)
- The Love of Women, regia di Joseph W. Smiley (1915)
- Siren of Corsica, regia di Joseph W. Smiley (1915)
- The Road o' Strife, regia di Howell Hansel e John Ince (1915)
- Rated at $10,000,000, regia di Joseph W. Smiley (1915)
- A Delayed Reformation, regia di Shannon Fife (1915)
- No Other Way
- Fanchon, the Cricket, regia di James Kirkwood (1915)
- In the Dark, regia di Joseph Kaufman (1915)
- The Inventor's Peril, regia di Joseph Smiley (Joseph W. Smiley) (1915)
- It Was to Be. regia di Joseph Kaufman (1915)
- Think Mothers, regia di Joseph Kaufman (1915)
- The Son
- Blindness of Devotion, regia di J. Gordon Edwards (1915)
- The Evangelist, regia di Barry O'Neil (1916)
- Il vendicatore (Hell's Hinges), regia di Charles Swickard e, non accreditati, William S. Hart e Clifford Smith (1916)
- Civilization's Child, regia di Charles Giblyn (1916)
- One Touch of Sin, regia di Richard Stanton (1917)
- The Price of Her Soul, regia di Oscar Apfel (1917)
- La peccatrice innocente (The Innocent Sinner), regia di R.A. Walsh (Raoul Walsh) (1917)
- The Amazons
- The Curse of Eve, regia di Frank Beal (1917)
- With Hoops of Steel, regia di Eliot Howe (1918)

## Spettacoli teatrali
- Florodora, libretto di Owen Hall (Broadway, 27 marzo 1905)
- Zira, di J. Hartley Manners e Henry Miller (Broadway, 21 settembre 1905)
- Lola from Berlin, libretto di John J. McNally (Broadway, 16 settembre 1907)
- The Second Mrs. Tanqueray, di Arthur Wing Pinero (Broadway, 8 febbraio 1908)
- Camille
- I pagliacci
- Magda
- Sapho, di Clyde Fitch (Broadway, 8 febbraio 1908)
- The Enigma
- Adrienne Lecouveur
- The Awakening, di Sydney Grundy (Broadway, 8 febbraio 1908)
- Carmen
- The Triumph of an Empress
- The Lily and the Prince